# Friedrich Hildebrandt
Friedrich Hildebrandt, född 19 september 1898 i Kiekindemark, död 5 november 1948 i Landsberg am Lech, var en tysk nazistisk politiker och SS-Obergruppenführer. Han var Gauleiter och riksståthållare i Gau Mecklenburg. Efter andra världskriget avrättades han som krigsförbrytare.

## Biografi
Friedrich Hildebrandt var son till lantarbetaren Friedrich Hildebrandt (född 1871) och dennes hustru Marie (född 1874). Under första världskriget stred han som krigsfrivillig i 24. Reservinfanteriregementet på västfronten. Efter kriget var han medlem i en frikår som stred i Baltikum. År 1919 gick Hildebrandt med i det konservativa och nationalistiska Deutschnationale Volkspartei (DNVP).
I mars 1920 försökte Wolfgang Kapp och hans anhängare störta Weimarrepubliken i den så kallade Kappkuppen. Kuppmännen vidtog kraftfulla åtgärder mot sina motståndare. Hildebrandt, som då tillhörde Schutzpolizei i Halle, var involverad i övergrepp mot bland annat spartakister. Hildebrandt avskedades och ställdes inför rätta; han frikändes dock. Han uteslöts ur DNVP och gick istället med i Deutschvölkische Freiheitspartei (DVFP).
Från 1924 till 1925 representerade Hildebrandt DVFP i Mecklenburg-Schwerins lantdag. I maj sistnämnda år inträdde han i  	Nationalsocialistiska tyska arbetarepartiet (NSDAP) och utnämndes till Gauleiter i Mecklenburg. År 1927 grundade han tidskriften Niederdeutscher Beobachter som hade undertiteln Kampfblatt der NSDAP Mecklenburg. Två år senare blev han återigen delegat i Mecklenburg-Schwerins lantdag, denna gång för NSDAP. I riksdagsvalet 1930 invaldes Hildebrandt i tyska riksdagen.
År 1930 blev Otto Strasser utesluten ur NSDAP efter att ha hamnat i konflikt med Hitler. Strasser, som tillsammans med bland andra brodern Gregor Strasser tillhörde partiets vänsterflygel, lät i tidningen Nationaler Sozialist påskina att Hildebrandt hade lierat sig med honom. Hildebrandt dementerade detta offentligt den 11 juli 1930. Hitler lät dock momentant suspendera Hildebrandt som Gauleiter då denne hade kritiserat Hitlers kopplingar till näringslivet och industrin.

### Tredje riket
Den 30 januari 1933 utnämndes Hitler till tysk rikskansler och maktövertagandet ägde rum. Den 5 december samma år gick Hildebrandt med i Schutzstaffel (SS) med Oberführers grad; han uppnådde graden Obergruppenführer år 1942. Under Tredje rikets tid var Hildebrandt utgivare av tre tidningar: Der Niederdeutsche Beobachter, Lübecker Beobachter och Strelitzer Beobachter.
Under andra världskriget knöts ämbetet Gauleiter till andra funktioner. Hildebrandt blev ansvarig för bostads- och arbetssituationen i sitt Gau. Under krigets senare del utsågs han till riksförsvarskommissarie för Mecklenburg och ledare för de lokala Volkssturm-enheterna. År 1945 greps Hildebrandt av amerikanska trupper och internerades. Han ställdes i februari 1947 inför rätta inför en amerikansk militärdomstol, åtalad för att ha deltagit i dödandet av nedskjutna allierade piloter. Domstolen fann Hildebrandt skyldig och dömde honom till döden. Han avrättades genom hängning i Landsbergfängelset den 5 november 1948.

## Befordringshistorik i SS
- Oberführer: 5 december 1933 (inträdde i SS med denna tjänstegrad)
- Gruppenführer: 27 januari 1933
- Obergruppenführer: 30 januari 1942

## Utmärkelser
- Järnkorset av andra klassen
- Järnkorset av första klassen
- Såradmärket i silver
- Ärekorset
- Krigsförtjänstkorset av andra klassen med svärd
- Krigsförtjänstkorset av första klassen med svärd
- NSDAP:s partitecken i guld
- NSDAP:s tjänsteutmärkelse i brons, silver och guld
- SS Hederssvärd
- SS-Ehrenring (Totenkopfring)